# Chiesa di Santa Maria del Rosario (Forni di Sotto)
La chiesa di Santa Maria del Rosario è la parrocchiale di Forni di Sotto, in provincia ed arcidiocesi di Udine; fa parte della forania della Montagna.

## Storia
Sembra che l'originaria Pieve di Forni di Sotto sorgesse nell'attuale frazione Vico. Tra la fine del VII e l'inizio dell'VIII secolo la parrocchialità fu trasferita presso la chiesetta di San Martino, posta dell'omonimo colle. Durante il Medioevo ci fu una lunga disputa tra le chiese di Forni di Sopra e di Forni di Sotto su quale delle due dovesse essere la pieve della vallata: incaricato dal papa Innocenzo III, il vescovo Turisino da Feltre decretò che la pieve matrice era quella di Forni di Sotto. I capi e i notabili della comunità di Forni di Sopra non si diedero per vinti e soltanto nel 1512 fu concessa a quella chiesa l'autonomia.
Nel XVII secolo la chiesetta di San Martino versava in pessime condizioni ed era insufficiente a causa dell'incremento della popolazione locale.
Si decise, allora, di ricostruirla al centro del paese. La nuova pieve venne edificata tra il 1770 ed il 1785; la consacrazione fu impartita nel 1790.
Il 26 maggio 1944 l'edificio fu dato alle fiamme e distrutto.
I lavori di costruzione dell'attuale parrocchiale iniziarono nel 1950. La chiesa venne consacrata il 9 agosto 1953, sebbene fu completata soltanto nel 1955.